# Juan José Muñante
Juan José Muñante López (Pisco, 12 de junio de 1948-Miami, 23 de abril de 2019) fue un futbolista peruano que se desempeñó como extremo derecho. De gran velocidad y potencia, era apodado el Jet en el Perú y la Cobra en México, este último apodo puesto por el afamado comentarista deportivo Ángel Fernández. Llegó a ser considerado como uno de los mejores extremos latinoamericanos a finales de los años 70 y es considerado uno de los mejores atacantes de la historia del futbol peruano.
Se inició en el club Sport Boys en 1966. En 1969 llegó a Universitario de Deportes, donde integró un gran equipo junto a Roberto Chale, Percy Rojas y Oswaldo Ramírez, que llegó a disputar la final de la Copa Libertadores en 1972.  
Pero su gran historia la escribió en México: en 1973 se fue al Atlético Español, con el que ganó la Copa de Campeones de la Concacaf en 1975. Sin embargo, alcanzó su más alto nivel después con los Pumas de la UNAM, club en el que se convirtió en ídolo, donde brilló al lado de Cabinho y un joven Hugo Sánchez formando un ataque devastador a nivel local, ganando la Liga MX en 1977. Hasta 1980 Muñante dejó una huella muy honda en los Pumas de la UNAM y es considerado uno de los mejores jugadores de la historia del club. Su fama fue muy citada en el umbral de la Copa Mundial de Fútbol de 1978, de hecho, no eran pocos los analistas internacionales que pensaban que era el jugador peruano más en forma, otros uno de los mejores extremos del mundo. El técnico argentino César Menotti lo consideró como uno de los mejores siete extremos derechos de todos los tiempos.
Su extraordinaria velocidad (registraba once segundos con el balón en los pies en los cien metros planos) y la técnica que poseía le permitía lanzar impresionantes galopadas por la banda derecha, dar pases precisos que fueron aprovechados por todos los delanteros que lo acompañaron o hacer diagonales que muchas veces terminaron en gol.  
Formaba parte de la notable generación de futbolistas peruanos de los años 70, junto con Cubillas, Chumpitaz, Gerónimo Barbadillo, Sotil, Challe, Cueto, Velásquez, Juan Carlos Oblitas, Oswaldo Ramírez, Perico León, Germán Leguía y otras grandes figuras.

## Biografía
Se formó en el Colegio Nuestra Señora de Guadalupe e integró en 1965 la selección de fútbol de la institución educativa. Que ganó el campeonato sudamericano a nivel escolar realizado en Lima. Luego pasó por los equipos peruanos de Sport Boys y Universitario antes de marcharse a México para jugar con los Toros del Atlético Español, donde estuvo dos años y pasó a los Pumas de la UNAM. Acabó su carrera jugando para la Jaiba Brava del Tampico-Madero. Una vez retirado, se dedicó luego a ejercer como técnico, llegando a trabajar en las divisiones menores de los Pumas de México. Vivía en Miami (Florida) apoyando a su esposa que se dedica a la compra y venta de casas.

## Trayectoria
Se inició en el Club Sport Boys del Callao en 1966 y luego seguiría en Universitario. En la U conformó un gran plantel que tenía en la delantera a Muñante, Roberto Challe, Percy Rojas, Ángel Uribe y Oswaldo Ramírez. Este equipo ganaría los campeonatos de 1969 y 1971 para luego disputar la final de la Copa Libertadores de América 1972 contra el Independiente de Argentina. La U empató en el partido de ida en Lima, pero perdió el partido de vuelta en Buenos Aires, quedándose con el subcampeonato.
Posteriormente tendría gran éxito en el fútbol mexicano jugando primero por el desaparecido Atlético Español (1973-75) y después con los Pumas de la UNAM (1975-1980). Alternando con Hugo Sánchez, Miguel Mejía Barón, «Pareja» López, Leonardo Cuéllar, Evanivaldo Castro, Cabinho, Candido Geraldo, Spencer Coelho, con quien formó una mancuerna devastadora para las defensivas rivales, y otras figuras dirigidas por Jorge Marik. Logró el campeonato 1976-1977 y los subcampeonatos 1977-1978 y 1978-1979, ya al mando de Bora Milutinovic. 
Su última campaña fue la 1979-80, ya no le tocó ganar el título de la campaña 1980-81 porque emigró al Tampico, ahí estuvo una temporada e inició la 1981-82, pero fue dado de baja antes de la Fecha 5. En esa temporada La Jaiba descendió al perder la serie por el no descenso contra Atlas. 
En 1983 fue contratado por el Deportivo Táchira de San Cristóbal en Venezuela, pero no llegó jugar, ese año se retiró en el Sport Boys.
J. J. Muñante llegó a ser considerado uno de los mejores punteros derechos del mundo; su pase fue tasado en un millón de dólares (cifra altísima para esa época). El técnico argentino César Luis Menotti en el Mundial Argentina 1978 lo consideró entre los siete mejores extremos derechos de la historia del fútbol.
Luego de su retiro entrenó al Deportivo Junín a mediados de 1984.

## Selección Peruana
Alternó en la Selección de fútbol del Perú entre 1967 y 1978 jugando en cuarenta y ocho partidos y anotando seis goles. Participó en las eliminatorias de la Copa Mundial Alemania Federal 1974, en donde la selección peruana fue eliminada por Chile. Sin embargo, cuatro años después se daría la revancha y J. J. Muñante jugaría un papel muy importante para la clasificación a la Copa Mundial Argentina 1978.

### Participaciones en Eliminatorias
| eliminatorias sudamericanas      | Sede | Selección         | Partidos | Goles | Asistencias |
| -------------------------------- | ---- | ----------------- | -------- | ----- | ----------- |
| Eliminatorias Sudamericanas 1974 | Perú | 6º (No clasificó) | 2        | 0     | 0           |
| Eliminatorias Sudamericanas 1978 | Perú | 2º (Clasificado)  | 6        | 1     | 4           |

### Participaciones en Copas del Mundo
| Mundial                        | Sede      | Resultado        | Partidos | Goles | Asistencias |
| ------------------------------ | --------- | ---------------- | -------- | ----- | ----------- |
| Copa Mundial de Fútbol de 1978 | Argentina | Cuartos de final | 6        | 0     | 2           |

### Anécdota
Cuentan que, ante la fama con la que llegaba Juan José Muñante al Mundial Argentina 78, y antes del célebre partido del Perú contra Escocia, el entrenador del equipo escocés, Alistair MacLeod, les dijo en la charla a sus jugadores: «Marquen bien al número siete, el resto es rutina».

## Fallecimiento
El 23 de abril de 2019 Muñante murió de cáncer de pulmón en el estado de Florida, Estados Unidos, a la edad de 70 años.

## Clubes

### Como jugador
| Club             | País   | Año       | PJ   | G   |
| ---------------- | ------ | --------- | ---- | --- |
| Sport Boys       | Perú   | 1966-1969 | 65   | 26  |
| Universitario    | Perú   | 1970-1973 | 89   | 14  |
| Atlético Español | México | 1973-1975 | 58   | 9   |
| Pumas de la UNAM | México | 1975-1980 | +137 | +21 |
| Tampico A.C.     | México | 1981-1982 | 8    | 0   |
| Sport Boys       | Perú   | 1983      | 4    | 0   |

### Como entrenador
| Club            | País  | Año   | P  | PG | PE | PP | Rendimiento |
| --------------- | ----- | ----- | -- | -- | -- | -- | ----------- |
| Deportivo Junín | Perú  | 1984  | 16 | 6  | 7  | 3  | 59.38%      |
| Total           | Total | Total | 16 | 6  | 7  | 3  | 59.38%      |

## Palmarés

### Campeonatos nacionales
| Título                    | Club             | País   | Año  |
| ------------------------- | ---------------- | ------ | ---- |
| Primera División del Perú | Universitario    | Perú   | 1969 |
| Primera División del Perú | Universitario    | Perú   | 1971 |
| Liga MX                   | Pumas de la UNAM | México | 1977 |

### Copas internacionales
| Título                           | Equipo           | País   | Año  |
| -------------------------------- | ---------------- | ------ | ---- |
| Liga de Campeones de la Concacaf | Atlético Español | México | 1975 |

### Distinciones individuales
| Distinción | Año  |
| --- | ---- |
| Considerado dentro de los cincuenta mejores jugadores extranjeros de la historia de la Liga MX por 90minutos.com | 2019 |

## Comentarios
"Acabo de ver al mejor puntero derecho del mundo... El peruano Muñante."
Johan Cruyff, 1972

"J.J. Muñante es uno de los mejores extremos en la historia del fútbol."
César Luis Menotti, 1997